# L'isola non trovata
L'isola non trovata è il terzo album del cantautore italiano Francesco Guccini, pubblicato nel dicembre del 1970; è l'ultimo inciso sotto il solo nome di battesimo.

## Descrizione
Tutte le canzoni sono dello stesso Francesco Guccini: alcune di esse verranno riprese in album successivi in versioni dal vivo (L'isola non trovata, Il frate, Un altro giorno è andato); una di queste, Un altro giorno è andato, era già stata pubblicata due anni prima su 45 giri (il lato B era Il bello), in una versione molto diversa musicalmente, con l'accompagnamento del gruppo beat dei Bad Boys e del tastierista dei Nomadi Beppe Carletti, mentre la versione inserita nell'album è acustica, con le due chitarre suonate da Guccini e da Deborah Kooperman.
Si tratta di un disco molto particolare nel panorama della musica italiana, sia per le sonorità e gli arrangiamenti, sia per le tematiche sottese ai testi, raramente trattate in questo modo in altri album, anche dello stesso autore. Le musiche che accompagnano i brani sono in qualche caso dolci e suggestive (come in Asia, o nella canzone che dà il titolo all'album, L'isola non trovata) in altri semplici e ritmate (Il frate, Un altro giorno è andato), alle volte malinconiche e intrise di suggestioni blues (Il tema, L'uomo), con l'utilizzo di strumenti diversi (basso elettrico, chitarra, sintetizzatore) ma anche effetti sonori come rumori di animali, effetti ideati per la maggior parte da Vince Tempera, arrangiatore per molti dischi di Guccini, che in questo inizia la sua collaborazione con il cantautore e che suona le tastiere; gli altri musicisti del disco sono Ellade Bandini alla batteria, Ares Tavolazzi al basso (entrambi membri, con Tempera, del complesso The Pleasure Machine), Franco Mussida della Premiata Forneria Marconi alle chitarre, Victor Sogliani dell'Equipe 84 ai cori e la già citata Deborah Kooperman alla chitarra folk.
Il filo conduttore del disco è il concetto di tempo, come esplicitato ne Il tema: tempo passato dell'infanzia dell'uomo e dell'umanità intera ne La collina (ispirata ad un brano de Il giovane Holden di Jerome David Salinger), che riecheggia i miti dell'età dell'oro perduta "nelle nebbie della storia", ma anche il tempo "sprecato" e consumato da un individuo che ha (forse) gettato via la propria vita (Il frate, un giovane spretato che Guccini aveva conosciuto e a cui dedicò poi questa canzone). C'è un'elegia del tempo che se ne va e non risparmia nulla e nessuno (Un altro giorno è andato), una Canzone di notte che genera una serie di amare riflessioni sul destino dell'uomo, la sua coscienza, la realtà e il sogno partendo dalla descrizione di una notte passata a "cantare, maledire e [...] versare il vino, [...] pianger, ridere e giocare".
C'è con Asia il tentativo di recuperare un tempo mitico e fascinoso, una commistione del passato e del presente del grande continente visto con gli occhi degli antichi esploratori che vi vedevano il luogo della meraviglia e del mistero, mescolando fonti che vanno da Marco Polo (esplicitamente invocato nel testo) ai racconti medievali alle avventure del Prete Gianni. L'isola non trovata, che dà il titolo all'album e lo "racchiude" idealmente (la canzone è stata divisa in due parti, una posta all'inizio e una alla fine del volume) allude, in modo non troppo velato, ad un luogo mitico che rappresenta simbolicamente tutto quello a cui l'uomo (durante la sua vita) e l'umanità (nel corso della storia) aspirano e non potranno mai raggiungere: potrebbe essere la pace, la felicità, la verità, il bene, ... Il testo della canzone prende spunto dalla poesia La più bella di Guido Gozzano.

## Tracce
Lato A
1. L'isola non trovata – 2:43
2. L'orizzonte di K. D. – 3:00
3. La collina – 3:40
4. Il frate – 5:00
5. Un altro giorno è andato – 4:11

Durata totale: 18:34
Lato B
1. Canzone di notte – 5:04
2. Il tema – 4:19
3. L'uomo – 5:23
4. Asia – 5:12
5. L'isola non trovata – 0:54

Durata totale: 20:52

## Musicisti
- Francesco Guccini - voce
- Deborah Kooperman - chitarra acustica
- Franco Mussida - chitarra
- Maurizio Vandelli - sitar in Asia
- Gigi Rizzi - chitarra elettrica
- Victor Sogliani - cori
- The Pleasure Machine
  - Vince Tempera - pianoforte, tastiera
  - Ares Tavolazzi - basso
  - Ellade Bandini - batteria